# Tranemo (plaats)
Tranemo is een plaats in de gemeente Tranemo in het landschap Västergötland en de provincie Västra Götalands län in Zweden. De plaats heeft 3152 inwoners (2005) en een oppervlakte van 297 hectare.

## Verkeer en vervoer
Bij de plaats lopen de Riksväg 27 en Länsväg 156.